# Ernst-Albrecht Hildebrandt
Ernst-Albrecht Hildebrandt (Offstein, 31 maggio 1895 – 28 marzo 1970) è stato un generale e poliziotto tedesco, presidente della polizia nazista di Dessau e SS-Oberführer. Durante la seconda guerra mondiale fu anche ufficiale delle Waffen-SS e prestò servizio come SS- und Polizeiführer (SSPF) nell'Oberitalien-Mitte..

## Biografia
Hildebrandt nacque a Offstein, figlio del direttore di una fabbrica di ceramica che fu anche sindaco della città. Era il fratello maggiore di Richard Hildebrandt, che divenne SS-Obergruppenführer e fu giustiziato in Polonia come criminale di guerra nel 1951.
Dopo essersi diplomato al ginnasio di Dorsten, conseguì la maturità e, allo scoppio della prima guerra mondiale nell'agosto 1914, si unì al 117º reggimento di fanteria (3° Granducato d'Assia) "Granduchessa" ("Großherzogin") dell'esercito imperiale tedesco. Nominato tenente del 56º reggimento di fanteria (7° Westfalia) "Vogel von Falkenstein" nel maggio 1915, prestò servizio sul fronte occidentale. È stato insignito della Croce di Ferro di 2ª classe e del Distintivo per feriti in ferro. Dal febbraio 1917 al novembre 1919 fu prigioniero di guerra britannico. Congedato formalmente dalla Reichswehr il 31 marzo 1920 con il grado di Oberleutnant, studiò economia per due semestri all'Università Goethe di Francoforte. Prestò servizio brevemente nei Freikorps dal 1922 al 1923. Nel 1923 fu attivo anche nella Lega Vichinga, un'organizzazione paramilitare impegnata nel rovesciamento della Repubblica di Weimar. Si iscrisse al partito nazista dal 1922 fino al novembre 1923, quando fu bandito in seguito al fallito Putsch di Monaco, restò in servizio come aiutante di battaglione delle SA a Coburgo. Lavorò fino al 1925 come impiegato commerciale, poi fino al 1928 come revisore dei conti presso l'Associazione dei mosaici e dei pannelli murali di Berlino e poi come commerciante indipendente fino al 1931.

### Carriera
Il 1º febbraio 1932 si unì alle SS (nº 25.517). Fu nominato SS-Sturmführer il 2 aprile dello stesso anno e promosso a SS-Hauptsturmführer il 15 novembre. Dopo la presa del potere da parte dei nazisti, il 1º aprile 1933 si unì nuovamente al partito nazista (nº 1.664.468). Iniziò la sua carriera come ufficiale dei servizi segreti presso il Sicherheitsdienst (SD) da marzo a maggio 1933 nel SS-Gruppe "Süd" a Monaco. Fu quindi nominato comandante del distaccamento SD in quella giurisdizione (rinominato SS-Oberabschnitt "Süd" nel novembre 1933) e prestò servizio in tale veste fino all'aprile 1934. Fu nominato ufficiale con compiti speciali nella 15ª SS-Standarte ad Altona, e poi della 75ª SS-Standarte a Berlino; questi incarichi durarono dall'aprile 1934 all'aprile 1937. Fu poi promosso a SS-Sturmbannführer e tornò al suo comando SD a Monaco dal 20 aprile al 10 agosto 1937. L'incarico successivo fu in qualità di presidente della polizia a Hof, dove raggiunse il grado di SS-Obersturmbannführer nel novembre 1938 e rimase fino al luglio 1940. Dal 6 luglio 1940 fino alla caduta del regime nazista, Hildebrandt fu il presidente della polizia di Dessau, anche se altri agirono al suo posto durante la sua lunga assenza in tempo di guerra.

## Seconda guerra mondiale
Il 21 giugno 1942, Hildebrandt si unì alle Waffen-SS come Obersturmführer di riserva e fu assegnato fino a settembre 1942 all'omonimo Kampfgruppe "Jeckeln" sotto lo SS-Obergruppenführer Friedrich Jeckeln, allora SS- und Polizeiführer (HSSPF) nel "Rußland-Nord". Hildebrandt fu successivamente schierato nella famigerata 7. SS-Freiwilligen-Gebirgs-Division "Prinz Eugen", impegnata nelle campagne di contrasto contro i partigiani jugoslavi in cui ebbero luogo molti crimini di guerra contro civili. Servì come comandante di compagnia fino al giugno 1943 e come aiutante di divisione dal giugno al 23 agosto 1943. Successivamente fu assegnato allo stato maggiore dello HSSPF "Rußland-Süd" SS-Obergruppenführer Hans-Adolf Prützmann per l'addestramento della polizia in preparazione al suo prossimo incarico.
Il 20 aprile 1944 fu promosso SS-Oberführer e nominato SS- und Polizeiführer dello "Oberitalien-Mitte" con sede a Bologna e, successivamente, a Desenzano del Garda. Fu l'unico titolare di questo incarico e faceva capo direttamente al Supremo comandante delle SS e della Polizia (HöSSPF) in Italia, lo SS-Obergruppenführer Karl Wolff. In questa nuova posizione, Hildebrandt fu al comando di tutto il personale delle SS e della polizia sotto la sua giurisdizione, incluso non solo il Sicherheitsdienst, ma anche l'Ordnungspolizei e la SiPo, inclusa la Gestapo. Le autorità italiane generalmente non collaborarono alla deportazione degli ebrei, ma la situazione cambiò dopo la caduta del regime fascista di Mussolini con la conseguente occupazione della maggior parte dell'Italia da parte delle forze tedesche. Le SS e le forze di polizia iniziarono gli arresti di massa e la deportazione degli ebrei, principalmente nel campo di sterminio di Auschwitz. Si stima che oltre 8.500 furono i deportati dalle aree precedentemente controllate dagli italiani di cui la maggior parte morì.
Dopo la fine del suo incarico in Italia nell'ottobre 1944, Hildebrandt prestò servizio fino al febbraio 1945 come ufficiale di servizio speciale presso l'HSSPF "Südost" SS-Obergruppenführer Ernst-Heinrich Schmauser a Breslavia. Il suo ultimo incarico fu a Düsseldorf come ufficiale speciale presso lo HSSPF "Ovest" SS-Obergruppenführer Karl Gutenberger, incarico in cui prestò servizio fino alla fine della guerra in Europa nel maggio 1945. Non si sa molto della sua vita nel dopoguerra, morì a Norimberga il 28 marzo 1970.